# Swarzędz
Swarzędz (prononciation : [ˈsfaʐɛnt͡s], en allemand : Schwersenz) est une ville de la Voïvodie de Grande-Pologne et du powiat de Poznań.
Elle est située à environ 10 kilomètres du centre-ville de Poznań, siège du powiat et capitale de la voïvodie de Grande-Pologne.
Elle est le siège administratif de la gmina de Swarzędz.
Elle s'étend sur 8,23 km2 et comptait 28 392 habitants en 2023.

## Géographie

Plan de la ville.

La ville de Swarzędz est située au centre de la voïvodie de Grande-Pologne, à la limite avec la grande ville de Poznań, capitale régionale. La Warta (affluent de l'Oder), passe à Poznań (environ 5 kilomètres à l'ouest) et Swarzędz est bordée par un lac.

## Histoire
Swarzędz a été fondée au XIVe siècle. Du fait de sa position stratégique sur la route entre Poznań et la Mazovie, Swarzędz s'est rapidement développée. La ville a obtenu ses droits de ville en 1638. En 1793, pendant le deuxième partage de la Pologne, la ville d'environ 2 500 habitants est passée sous domination prussienne. En 1807, elle passe sous le contrôle du Grand-duché de Varsovie mais repasse en territoire prussien en 1815. En 1919, après la Première Guerre mondiale, Swarzędz retourne sur le territoire polonais. La ville est occupée par le troisième Reich au début de la Deuxième Guerre mondiale.

De 1975 à 1998, la ville faisait partie du territoire de la voïvodie de Poznań. Depuis 1999, la ville fait partie du territoire de la voïvodie de Grande-Pologne.

## Monuments
- l'église Saint Martin, datant de 1638.

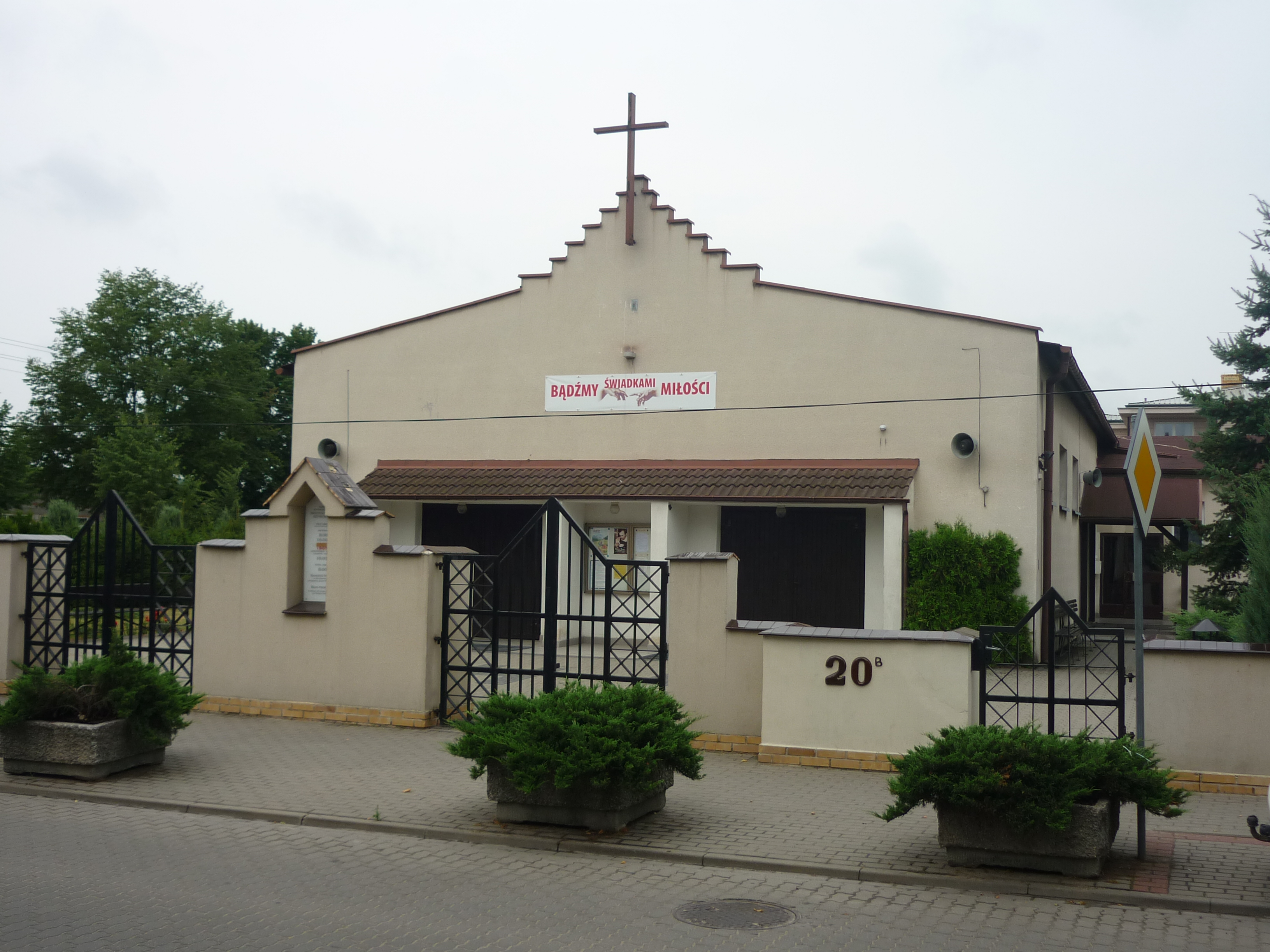
La chapelle saint Joseph.
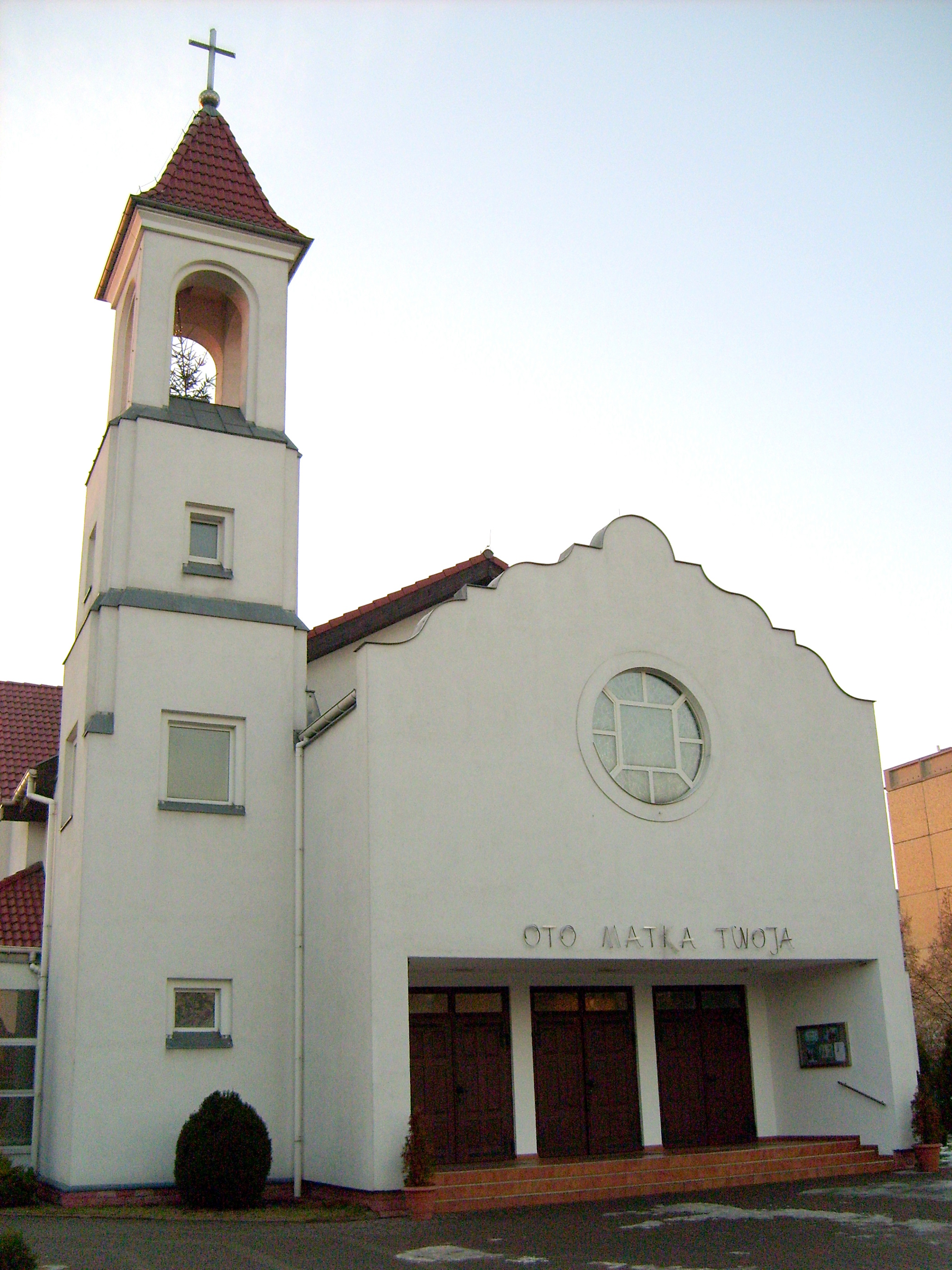
L'église paroissiale.
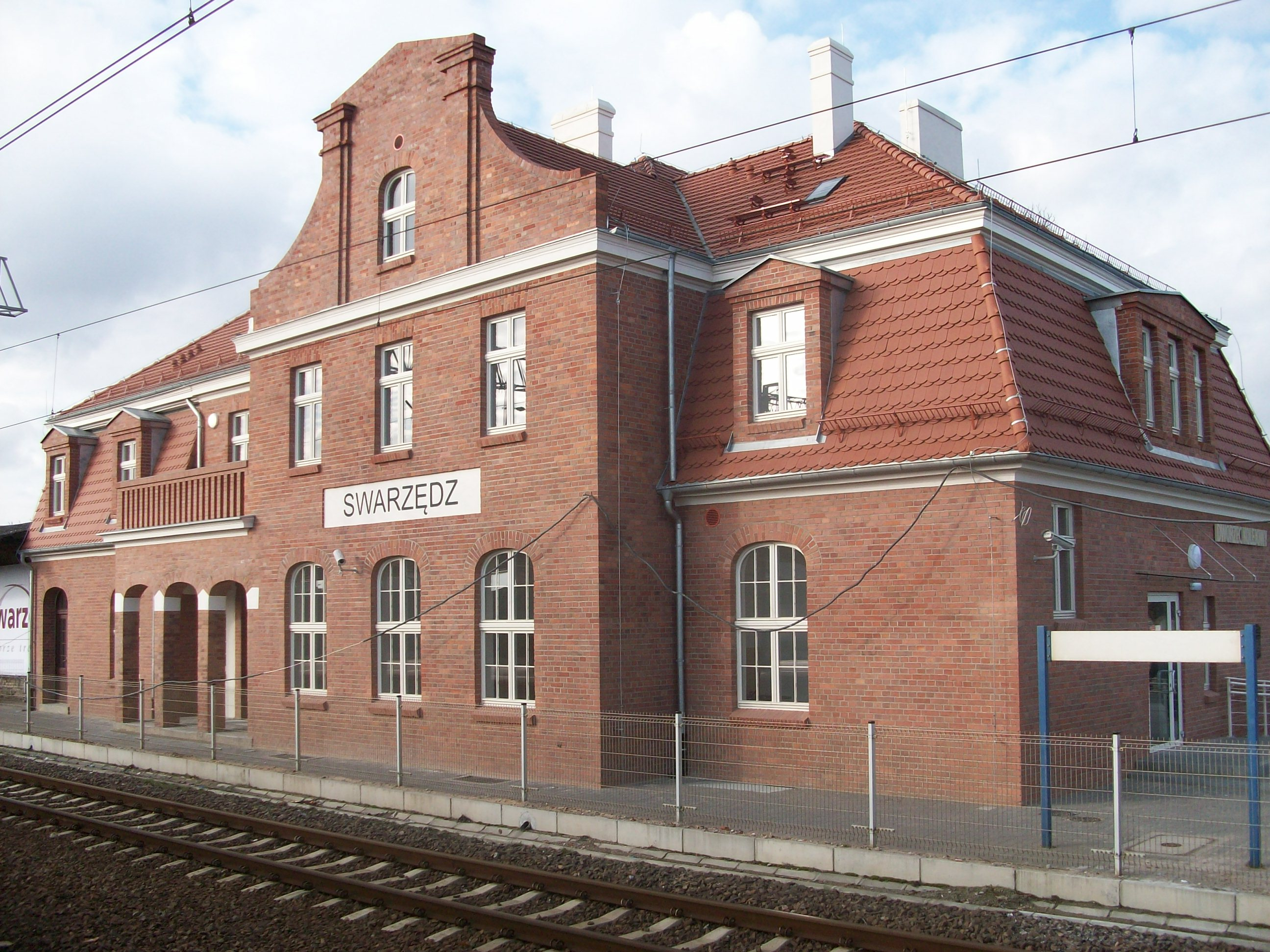
La gare de Swarzędz.
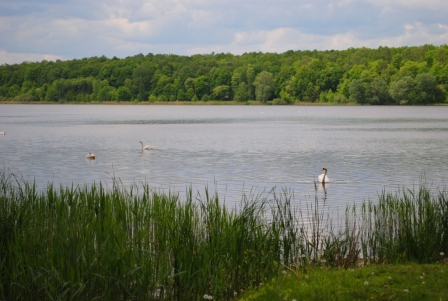
Le lac de Swarzędz.

## Voies de communication
La route nationale polonaise 92 (qui relie Rzepin à Kałuszyn), ainsi que la route voïvodale 433 (qui relie Swarzędz à Koninko) passent par la ville.
La voie ferrée no  3 (qui relie Varsovie à Francfort-sur-l'Oder) passe par la ville.

## Jumelages
- Ronnenberg, Allemagne
- Fredersdorf-Vogelsdorf, Allemagne